# Bonifaz Locher

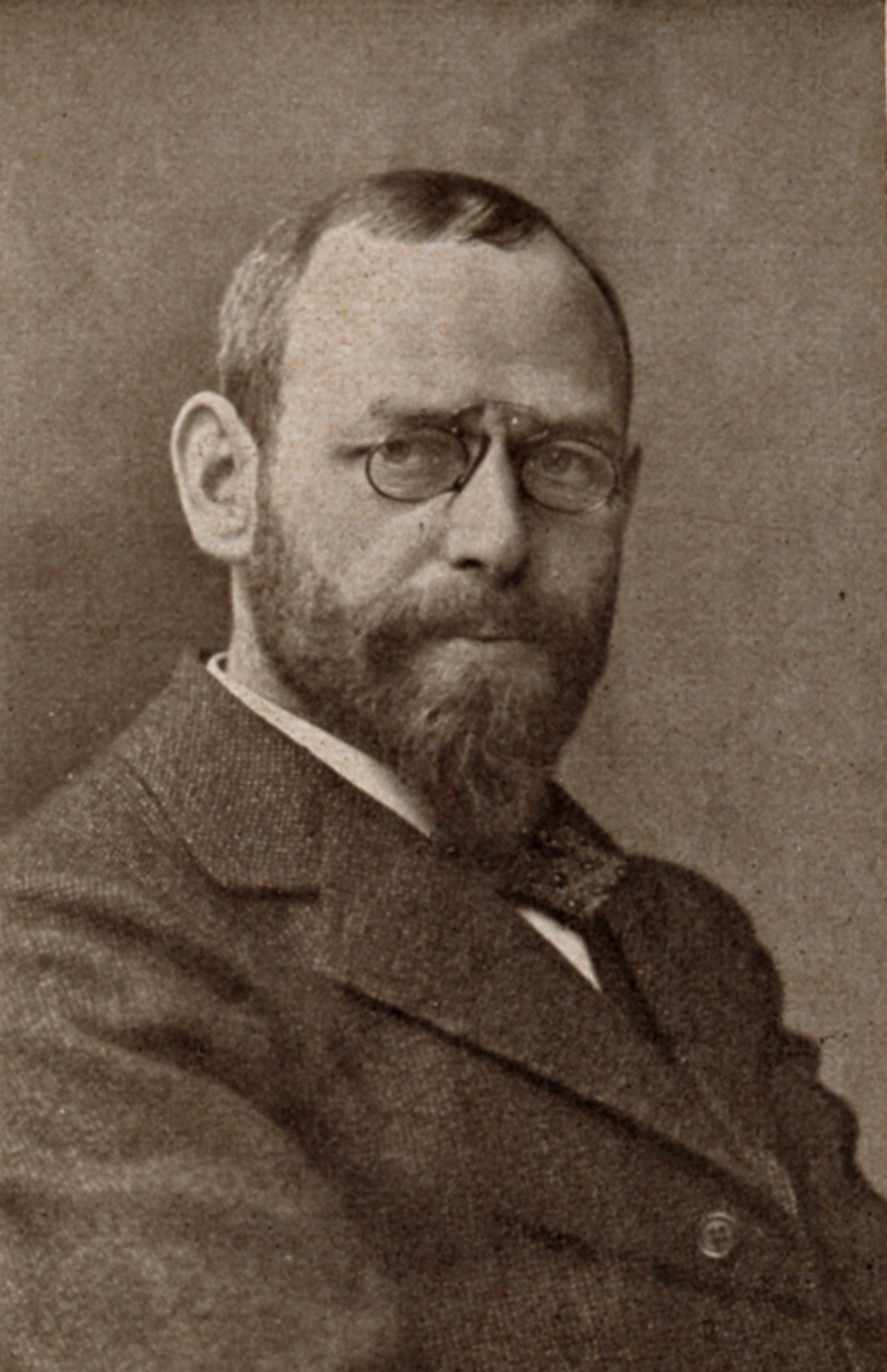
Bonifaz Locher

Bonifaz Locher (* 17. November 1858 in Winterreute heute Ortsteil von Biberach an der Riß; † 27. Oktober 1916 in München) war deutscher Maler, Freskant und Wandmaler.  

## Leben
Bonifaz Locher absolvierte seine Ausbildung an der Zeichenschule in Biberach an der Riß und der Kunstschule Rottenburg am Neckar. Danach studierte an der Königlichen Akademiein München bei Alexander Strähuber, Alexander von Wagner, Wilhelm Lindenschmit und Andreas Müller. Sein Lehrer Andreas Müller blieb für Lochers Werke, die zur akademischen Historienmalerei zählen, prägend. So malte er seine ersten Fresken nach dessen Entwürfen. Er arbeitete öfters mit dem Architekten Hugo von Höfl zusammen. Locher war für den neubarocken Stil nicht empfänglich und ließ den Nazarener Stil hinter sich. Er war Mitglied des Münchner Vereins für Christliche Kunst.

## Werke

### Fresken
- Mariä Himmelfahrt in Bachhagel 1904
- St. Maria Magdalena in Cronheim 1910
- St. Peter und Paul in Dürbheim 1898
- Mariä Himmelfahrt 1899/1905 und die Marienkapelle in Gaimersheim 1902
- St. Martin in Jengen 1889
- Kapelle in Kraftsbuch 1890
- Pfarrkirche St. Ulrich in Wertach 1895